# Agdestis clematidea
Agdestis clematidea – gatunek roślin z monotypowego rodzaju Agdestis Sessé & Moçiño ex de Candolle z rodziny szkarłatkowatych (alkiermesowatych). Występuje na obszarze od Meksyku po Honduras. Bywa uprawiany jako roślina ozdobna.

## Morfologia
Pnącze drewniejące. Liście skrętoległe. Kwiaty zebrane są po 50-100 w kwiatostany. Okwiat składa się zwykle z 4 listków, poza tym w kwiecie znajduje się 15-20 pręcików oraz słupek powstający z 4 owocolistków połączonych w dolnej części. Zalążnia dolna, 4-komorowa, czasem bez przegród. W rozsiewaniu jednonasiennych owoców pomagają trwałe listki okwiatu funkcjonujące jako skrzydełka.

## Systematyka
Gatunek w systemie APG III z 2009 i APG IV z 2016 reprezentuje monotypowy rodzaj z monotypowej podrodziny Agdestidoideae Nowicke z rodziny szkarłatkowatych (alkiermesowatych) (Phytolaccaceae). W niektórych ujęciach takson podnoszony jest do rangi odrębnej, także monotypowej rodziny Agdestidaceae Nak.